# Pertusaria alectoronica
Pertusaria alectoronica är en lavart som beskrevs av Elix & A. W. Archer. Pertusaria alectoronica ingår i släktet Pertusaria och familjen Pertusariaceae.  Utöver nominatformen finns också underarten thiophanica.